# Tahkuranna
Tahkuranna (tyska: Tackerort) är en ort i sydvästra Estland. Den ligger i Tahkuranna kommun i landskapet Pärnumaa, 130 km söder om huvudstaden Tallinn. Tahkuranna ligger vid Pärnuviken och udden Suurna nina. Antalet invånare är 118.
Terrängen runt Tahkuranna är mycket platt. Runt Tahkuranna är det glesbefolkat, med 9 invånare per kvadratkilometer. Närmaste större samhälle är Pärnu, 15,7 km norr om Tahkuranna. Söder om Tahkuranna ligger kommunens största samhälle, småköpingen (estniska: alevik) Võiste och norr om Tahkuranna ligger kommunens administrativa centrum Uulu. I Tahkuranna föddes Konstantin Päts som var Estlands första president.